# Chile en la clasificación de Conmebol para la Copa Mundial de Fútbol de 2018
La Selección de fútbol de Chile fue uno de los diez equipos nacionales que participaron en la Clasificación de Conmebol para la Copa Mundial de Fútbol, en la que se definieron los representantes de Conmebol para la Copa Mundial de Fútbol de 2018 que se desarrollará en Rusia.
La etapa preliminar —también denominada Eliminatorias— se jugó en América del Sur desde el 9 de octubre de 2015 hasta el 10 de octubre de 2017.
Esta clasificatoria, ha sido la peor clasificatoria de la selección Chilena en estos últimos 10 años, años que se produjo la mejor época del fútbol chileno, donde se obtuvieron títulos como las 2 Copas América (Copa América 2015 y Copa América Centenario), un tercer lugar en la Copa Mundial de Fútbol Sub-20 de 2007, la Copa Sudamericana 2011 obtenida por la Universidad de Chile, equipo que obtendría jugadores que en ese mismo año, pasarían a ser titulares en la selección chilena hasta entonces, y las constantes buenas actuaciones en la Copa Sudamericana de los clubes chilenos; semifinales para la Universidad Católica en la edición de 2012 y un sorprendente 5.° lugar de Palestino en la Copa Sudamericana 2016 tras dejar afuera al Flamengo, tras perder 0:1 de local y vencer 2:1 de visitante, pasando a cuartos de final por la regla del gol de visitante.

## Sistema de juego
El sistema de juego de las eliminatorias consistirá por sexta ocasión consecutiva, en enfrentamientos de ida y vuelta todos contra todos, con un total 18 jornadas.
Luego de 4 ediciones con los partidos ya designados, la Conmebol sorteó el calendario de partidos, en San Petersburgo el 25 de julio de 2015.
Los primeros cuatro puestos accederán de manera directa a la Copa Mundial de Fútbol de 2018. La selección que logre el quinto puesto disputará una serie eliminatoria a dos partidos de ida y vuelta, frente a la selección clasificada de Oceanía, este proceso se conoce como repechaje o repesca.

## Historia
Tras el nuevo formato en Sudamérica de todos contra todos para la Clasificación de Conmebol para la Copa Mundial de Fútbol de 1998, Chile ha logrado clasificar a 3 mundiales: Francia 1998, Sudáfrica 2010 y Brasil 2014, pero no clasificó a los mundiales de Corea y Japón 2002 y Alemania 2006, donde Chile quedó último y séptimo respectivamente. Tras la obtención de la Copa América 2015 y la llegada invicta de la selección a las eliminatorias, se planteó como base al equipo titular que disputó la final de aquel torneo.
La selección comenzó la clasificatoria en el 8 de octubre del 2015, recibiendo a Brasil, quien no contaba con su mayor estrella Neymar, y su director técnico Dunga, quien al mando de Brasil estaba invicto ante Chile (6 victorias, 0 empates y 0 derrotas) no convocó al máximo goleador brasileño contra Chile, Robinho, quien fue convocado a la Copa América. Debido a eso, La Roja derrotó a Brasil por 2-0 con goles de Alexis Sánchez y de Eduardo Vargas, siendo el único equipo que derrotaría a Brasil en aquella clasificatoria.
Luego Chile visitó a Perú en Lima el 13 de octubre, donde durante la concentración del plantel chileno, un grupo de hinchas peruanos no dejó dormir a los seleccionados y también algunos hinchas chilenos. Chile finalmente ganó 4-3, con 2 goles de Alexis Sánchez y de Eduardo Vargas. El descuento peruano fueron dos goles de Jefferson Farfán y uno de Paolo Guerrero. Tras el partido, debido a las pifias de los peruanos al himno de Chile, el capitán de la selección chilena Claudio Bravo y el gerente de selecciones Felipe Correa, rayaron el camarín del Estadio Nacional del Perú, escribiendo el mensaje siguiente: "Respeto!! Por aquí pasó el campeón de América!!" algo que no sólo provocó enojo a los peruanos, sino que también provocó enojo a los uruguayos, debido al partido polémico entre Chile y Uruguay durante la Copa América 2015.
En el Caso de corrupción de la FIFA de 2015, se revelaron casos que involucraron al fútbol sudamericano y europeo, donde entre esos casos, se hallaba un supuesto soborno a Sergio Jadue, expresidente de la ANFP, por USD $1,5 millones por asegurar los derechos de televisación de las próximas cuatro versiones de la Copa América, incluyendo la realizada en Chile durante 2015. La empresa Datisa habría realizado pagos por un total de 100 millones de dólares en 2013, entregando 3 millones al presidente de la Confederación Sudamericana de Fútbol (CONMEBOL) y a los presidentes de las asociaciones de Brasil y Argentina; 1,5 millones a cada uno de los otros siete presidentes de las federaciones de la confederación — entre ellos, Jadue -, y 500 mil dólares para otros once oficiales de la CONMEBOL.
Tras eso, en noviembre Jadue viajó a Estados Unidos, por un acuerdo con el FBI para colaborar con las investigaciones de corrupción. Jadue se declaró culpable de los cargos, por lo cual obtendría una rebaja en la condena. Relacionado con ese caso de corrupción, el director técnico de la selección chilena, Jorge Sampaoli firmó un contrato polémico un año antes, el cual a cambio de US$ 200 mil, Sampaoli firmó un anexo que contemplaba la revisión de la malla del INAF, y otras actividades que establecían incluso su duración y los plazos para efectuarlas. Estas, sin embargo, no se realizaron.
Tras la no realización y detención de Jadue, el técnico Sampaoli pensó en dejar el cargo, algo que provocó mucha polémica en el camarín de la selección, donde en el 12 de noviembre, donde Chile recibió a Colombia, empató 1-1 con goles de Arturo Vidal para Chile, y de James Rodríguez para Colombia.
Luego, Chile visitaba a Uruguay en Montevideo, donde se hubo una especie de provocaciones a los chilenos, debido a la polémica que hubo en el partido entre Chile y Uruguay en la Copa América del 2015. Por primera vez en las clasificatorias y en la historia de ambos encuentros, el himno chileno fue pifeado por los uruguayos. Sumando eso a la presión que había sobre Sampaoli para no dejar el cargo de la selección, Chile cayó sorpresivamente 0-3, con goles de Diego Godín, Álvaro Pereira y de Martín Cáceres. Eduardo Vargas y Jorge Valdivia fueron suspendidos, Vargas por 2 fechas y Valdivia por 4 fechas.
Días después, Sampaoli confesó a algunos periodistas off the record las indisciplinas y preocupantes temas de los jugadores de la selección chilena como Alexis Sánchez, quien era muy "separado del grupo", Arturo Vidal, quien no se podía "controlar con el alcohol", Eduardo Vargas, quien llega a Chile "peor que antes", (de estos primeros 3 jugadores, se demostraron sus indisciplinas en la era Pizzi), Matías Fernández, quien no daba el nivel necesario para la selección, y Mauricio Pinilla quien al ser convocado, solo "piensa en fiestas" en vez de pensar en el partido siguiente. También comentó cosas positivas sobre Gary Medel que le gusta divertirse y que dejó el alcohol, y de Claudio Bravo quien debe dar la cara por cada derrota, según varios jugadores de la selección chilena, que conforman la "Banda Pitillo", conformada por el mismo Bravo (líder del grupo), Gary Medel, Jean Beausejour, Mauricio Pinilla, Gonzalo Jara, Fabián Orellana, Jorge Valdivia, frecuentemente Eduardo Vargas y un colíder, Arturo Vidal, además de integrantes que no eran frecuentemente convocados por Sampaoli y Pizzi como Carlos Carmona, Esteban Paredes, Francisco Silva y Nicolás Castillo. A raíz de esto, Sampaoli alegaría de que no se clasificaría a Rusia 2018 si no se hacían cambios profundos en el equipo, pero no se hizo público hasta 2017. Sampaoli pensó en la Copa América Centenario para aprovechar de probar un "recambio", conformado por jugadores como Nicolás Castillo, Felipe Mora, Diego Silva, Nicolás Maturana, entre otros.
En el 4 de enero de 2016, asumió Arturo Salah como presidente de la ANFP, algo que provocó problemas en la selección, debido a que Jorge Sampaoli, tras las indisciplinas de los jugadores, de las acusaciones de "robar" junto a Jadue y de la presión de la ANFP para que no se fuera de la selección, dejó el cargo de entrenador de la selección chilena, alegando de que se sentía un "rehén".
Luego, en el 29 de enero, fue confirmado como entrenador de la selección chilena, el exentrenador de Universidad Católica, Juan Antonio Pizzi, con miras a la Copa América Centenario y a las eliminatorias a Rusia 2018. El 24 de marzo sería su debut, ante Argentina, donde se ubicaba fuera de clasificación (6°) mientras que Chile se ubicaba en zona de repechaje (5°). En ese partido, Chile comenzó ganando con gol de Felipe Gutiérrez en el minuto 10 (este jugador sería el más favorito y convocado de Pizzi en la clasificatoria), pero sin embargo tras lesiones en los siguientes minutos de Matías Fernández y de Marcelo Díaz, Argentina remontó hasta ganar 2-1 con goles de Ángel Di María y de Gabriel Mercado. En el minuto 94, fue sancionado el portero Claudio Bravo por hacerle una falta al arquero argentino Sergio Romero tras ir a por el gol del empate que finalmente no tuvieron. Se le acusó a Bravo de ser amonestado a propósito para entrenar con el Fútbol Club Barcelona, a días del clásico contra el Real Madrid. Finalmente en aquel encuentro, Bravo fue titular y el Barcelona perdió el clásico por 2 a 1. Días después, en el 29 de marzo, Chile visitaba a Venezuela en Barinas, donde goleó 4-1 con dobletes de Arturo Vidal y de Mauricio Pinilla.
Meses después, Chile obtendría la Copa América Centenario, algo que no andaba en los planes originales del extécnico Sampaoli. Después, para la nómina de septiembre, fueron nominados jugadores no convocados a la Copa América 2015 como Rodrigo Millar, Christian Vilches, entre otros. En el 28 de agosto, Vidal comentó que la Roja era en ese entonces la mejor selección del mundo, y que no importaba el rival, (que se tomó como una menospreción a Paraguay, su siguiente rival) al que visitaría en Asunción, en el 1 de septiembre. Tras los dichos de Vidal, la prensa paraguaya incitaba a una obligatoria victoria, para "callarlo", incluso el técnico de la Selección Paraguaya, Francisco Arce advirtió que pese a que la selección chilena con Vidal fuera confiada, Paraguay iría a demostrar con su "garra" guaraní, reconocida en torneos como la Copa Mundial de Fútbol de 2010 y la propia Copa América 2015, donde la Albirroja llegó a cuartos de final y semifinal, respectivamente.
Chile caería por 2-1, con goles de Óscar Romero en el minuto 6 y de Paulo da Silva en el minuto 9 para Paraguay, y de Vidal para Chile. Luego recibiría a Bolivia en Santiago, en el 6 de septiembre. Chile en ese partido, jugó pésimo, algo que hizo que Bolivia le quitara 1 punto, donde se terminó 0-0, terminando así 7.° lugar, siendo el peor resultado en la fecha 8, en toda la historia de las eliminatorias (desde Francia 1998). En ese encuentro, se jugaría el último partido oficial de Matías Fernández en la selección hasta hoy, tras entrar en el minuto 53 y salir en el minuto 63 (por lesión, lo cual le impidió estar en las próximas nóminas), y sería también la última nominación de Millar y Vilches, por sus bajos rendimientos en sus clubes.
Luego Chile visitaría a Ecuador en el Estadio Olímpico Atahualpa en Quito, donde a pesar de que Chile ya conocía victorias de visitante ante Ecuador, jamás conoció la victoria en aquel estadio desde 1993, conocido por la presión de la altura a casi tres mil metros del mar. A diferencia de las eliminatorias anteriores, Chile no entrenó en Quito, sino que al llegar al Aeropuerto Internacional Mariscal Sucre, al tiempo llegaron al estadio, tampoco llegaron sin ritmo de juego debido a que utilizaron una formación 4-4-2, algo que en partidos en altura, era difícil vencer, además de que en vez de utilizar al retornado Jorge Valdivia, jugó Pedro Pablo Hernández por primera vez como titular en clasificatorias. Esto provocó un pésimo juego de la Roja, haciendo que perdiera 0-3, siendo el peor resultado de Chile ante Ecuador en toda su historia, con goles de Antonio Valencia, Cristian Ramírez y del goleador ecuatoriano Felipao Caicedo. 
Tras aquel fracaso en Quito, Chile recibía a Perú, donde se jugaría en el Estadio Nacional en el 11 de octubre. Chile utilizó una formación 4-3-3, debutando como titular en las clasificatorias rumbo a Rusia, el delantero Nicolás Castillo, quien no rindió y no supo ubicarse bien en el terreno de juego. En aquel partido, Chile se puso en ventaja con gol de Arturo Vidal en el minuto 9, donde luego Chile obtendría más intentos de gol desperdiciados. Tras una notable jugada del jugador incaico Edison Flores quien terminaría siendo el goleador peruano en la clasificatoria, anotaría el empate 1-1 en el minuto 76. 8 minutos después tras una jugada rápida de Charles Aránguiz, Mauricio Isla y Arturo Vidal, este último notaría el agónico 2-1 en el minuto 84, donde sería reemplazado minutos después tras estar con fiebre (y minutos antes del encuentro con suero) por Erick Pulgar. El partido terminó 2-1 a favor de Chile dejándolo séptimo en la tabla de posiciones todavía.
Días después, se produjo un reclamo a favor de Chile y Perú, en contra de Bolivia debido a que el jugador paraguayo nacionalizado boliviano Nelson Cabrera, incumplía los requisitos de convocatoria con la selección. Ambos partidos (Bolivia 2-0 Perú y Chile 0-0 Bolivia) fueron declarados perdidos por Bolivia, con un resultado de 0:3 a favor de Perú y 3:0 a favor de Chile. Además, Bolivia pagó una multa de 12 000 francos suizos. Esta resolución de la FIFA, dejó a Chile quinto en la tabla de posiciones, y a Perú más cerca del repechaje, y a Bolivia con casi ninguna posibilidad de acceder al repechaje.
El 10 de noviembre, Chile visitaba a Colombia en Barranquilla. En aquel partido, Chile empató 0-0, resistiendo, en ese mismo partido, el guardameta titular de la selección chilena, Claudio Bravo, fue sustituido por lesión por Johnny Herrera en el minuto 62; mismo arquero que intentó quitarle el puesto a Bravo en su debut en 2005, en las clasificatorias a Alemania 2006 (curiosamente, ante el mismo rival en el mismo estadio). Durante el entretiempo, la luz y el aire acondicionado del camarín de la selección chilena fueron cortadas, provocando un feroz cansancio para los jugadores chilenos. Luego recibirían a Uruguay en el 15 de noviembre, donde Chile ganó por 3-1, con goles de Alexis Sánchez por 2, y de Eduardo Vargas para Chile; y el descuento uruguayo fue parte de Edinson Cavani, dejando a Chile cuarto con 20 puntos, a 7 de la clasificación directa. En ese partido, Arturo Vidal fue sancionado y no jugaría el partido siguiente, se le anuló un gol polémico a Alexis Sánchez y el capitán Claudio Bravo le atajaría un penal al 9 goleador del Barcelona, Luis Suárez.
Después, Chile visitaría a Argentina en Buenos Aires en el 23 de marzo de 2017, dejando un encuentro muy peleado en la previa, debido a que era el primer partido después de la final entre ambas selecciones. En el minuto 6 tras un centro de Alexis Sánchez, el delantero José Pedro Fuenzalida anotaría un gol que segundos después sería anulado por un supuesto cabezazo de Charles Aránguiz que dejaba a Fuenzalida adelantado. Luego en el minuto 15, el jugador argentino Di María se lanza al suelo, haciendo que decreten penal a favor de Argentina. Tras esto, Lionel Messi anota el final 1-0 en el minuto 16 de penal. Luego Chile intentó con tiros de Nicolás Castillo y un tiro al travesaño de Alexis Sánchez. Sin embargo, no lograron definir, perdiendo 0-1. En ese partido, volvieron a jugar por la Roja los jugadores Esteban Paredes y Jorge Valdivia quienes no jugaban desde 2014 y 2015, respectivamente.
Al día siguiente, se reclamó sanción a Lionel Messi por insultar al árbitro asistente, sancionándolo por todo el final de la clasificatoria, pero luego Messi fue liberado, permitiéndole jugar en las cuatro fechas finales, cosa que perjudicó a Chile.
Luego, en el 28 de marzo recibiría a Venezuela, quien contaría con un equipo en mayoría sub-20, que luego saldría subcampeón de la Copa Mundial de Fútbol Sub-20 de 2017. A pesar de eso, Chile ganó 3-1, con goles de Alexis Sánchez y del regresado Esteban Paredes. Para Venezuela descontó José Salomón Rondón.
Antes de la revancha ante Paraguay, hubo serias series de indisciplinas. La primera fue protagonizada por Arturo Vidal, en el Monticello Grand Casino, durante el día libre que se les otorgó el director técnico de la selección chilena, Juan Antonio Pizzi, se denunció que Vidal y algunos amigos del futbolista, realizaron desórdenes en el hotel del Casino. Después de esto, Vidal volvió a concentrar al Complejo Deportivo Juan Pinto Durán. El partido, que se realizó en el 31 de agosto en el Estadio Monumental, debido a la sanción del Nacional por cánticos contra Bolivia y Uruguay en 2016, terminó con derrota increíblemente 0-3, con un autogol del polémico Vidal, y de los regresados Víctor "El Topo" Cáceres y Richard Ortiz. Durante el entretiempo, se realizó otra indisciplina, esta vez de Alexis Sánchez, quien mientras Chile iba perdiendo por 0-1, este aprovechaba de comentar de que el Arsenal no lo vendió al Manchester City, mientras debería haber estado enfocado en el siguiente tiempo del encuentro. 48 minutos después en el segundo tiempo con los minutos de agregado, Sánchez provocaría el error del gol de Ortiz en el 0-3 final.
Luego Chile visitaría a Bolivia, en La Paz, lugar donde Chile contaba con una racha de 3 victorias seguidas desde 2004, todas por 2-0. A pesar de eso, Chile no logró jugar mejor que ante Paraguay, y cayó por 0-1, con gol de penal de Juan Carlos Arce, penal cobrado por una mano de Marcelo Díaz, mismo jugador que provocó un error en la final de la Copa FIFA Confederaciones 2017. Chile finalmente quedó 6.° en la tabla de posiciones con 23 puntos.
El director técnico, Juan Antonio Pizzi estaba siendo muy criticado tras las duras derrotas ante Paraguay y Bolivia, pero tras la nómina que dio para los partidos ante Brasil y Ecuador, fue duramente criticado, debido a dejar afuera a Marcelo Díaz, jugador con nóminas seguidas desde 2011, a Matías Fernández, jugador con más experiencia de los no convocados junto a Díaz, y a Carlos Carmona, volante titular en la etapa de Marcelo Bielsa y recurrente en las etapas de Claudio Borghi y Jorge Sampaoli. Debido a eso, hinchas de la Roja rayaron el Complejo Deportivo Juan Pinto Durán, acusando a Pizzi de "venderse a los argentinos" o de eliminar a Chile sin jugar. Incluso, Pedro Pablo Hernández se lesionó pero jugaría los dos partidos, reemplazando a Díaz y a Carmona. La última doble fecha para Chile comenzaba recibiendo a Ecuador, rival con quien nunca perdió un encuentro como local. Chile se puso en ventaja con gol de Eduardo Vargas en el minuto 23 tras una asistencia de Jorge Valdivia, pero tras un gol de Romario Ibarra en el minuto 84, prácticamente dejaba a Chile sin posibilidades. Sin embargo, Arturo Vidal, quien fue sancionado para el siguiente partido ante Brasil, rescató una pelota, para dársela a Felipe Gutiérrez, quien lanzó al arco, donde rechazó el arquero ecuatoriano Máximo Banguera, y luego Alexis Sánchez remató para anotar el épico 2-1 final, dejando a Chile tercero en la tabla de posiciones con 26 puntos, y a Ecuador octavo sin posibilidades con 20 puntos.
Finalmente, en el 10 de octubre, Chile finalizaba la clasificatoria visitando a Brasil en São Paulo. Chile en ese momento, era el único rival que no había perdido con Brasil en la clasificatoria, y fue el único rival que la derrotó. Y antes del encuentro, Francisco Silva se lesionó, por lo que no podría jugar el decisivo encuentro, siendo reemplazado por José Pedro Fuenzalida, jugador que no fue probado en ninguna alineación titular en los entrenamientos. También se lesionó Mauricio Pinilla. 
El partido comenzó con ambos equipos igualados, con intentos de Eduardo Vargas y de un lesionado Charles Aránguiz, y para Brasil de Neymar y Gabriel Jesus hasta el entretiempo. En el segundo tiempo, Aránguiz sería reemplazado por Erick Pulgar, donde este no generó confianza en sus compañeros de equipo, evitando juego ofensivo. Luego, en el minuto 55, el brasileño Dani Alves lanzó el tiro libre justo a las manos del arquero chileno Claudio Bravo, pero este comete un error en el rebote, donde Paulinho aprovecha para anotar el primer gol para Brasil. Dos minutos después, tras una jugada de Alexis Sánchez tratando de pasarse a los defensas brasileños, estos rechazan y la levantan hacia Neymar, y este da la asistencia a Gabriel Jesus para anotar el segundo gol sin esforzarse, dejando en evidencia que Brasil no jugaba al 100%, pero también dejando hasta ese momento, a Chile eliminado. Chile no lograba intentar cabezazos ni cortar jugadas, jugando muy lento y defensivo, haciendo inevitable la eliminación, incluso jugando con un mediocampo inédito desde el inicio del segundo tiempo hasta los últimos 16 minutos: (José Pedro Fuenzalida-Erick Pulgar-Pedro Pablo Hernández, y con Jorge Valdivia, el mejor jugador de Chile en ese partido y el único volante titular). 
Fuenzalida y Hernández fueron cambiados por Esteban Paredes y Edson Puch, cambiando 2 centrocampistas por 2 delanteros. Luego, tras el gol de Perú a Colombia y la victoria de Argentina por 3-1 a Ecuador, Chile ya quedaba eliminado, pero la victoria de Venezuela por 1-0 a Paraguay, dejaba a Chile con posibilidades, pero en la última jugada realizada en el minuto 90+3, el arquero Claudio Bravo llegó al córner para ejecutar, donde cayó la pelota a la mano del defensa brasileño João Miranda, pero no fue decretado penal, debido a que la mano se encontraba pegada al cuerpo. Luego, Willian se pasó a Edson Puch, y le dio un pase bombeado a Gabriel Jesus, quien anota el tercer gol de Brasil, eliminando definitivamente a Chile. 
Una anécdota fue que a pesar de que el 67% de los hinchas brasileños, tras una encuesta en Rede Globo, canal de Brasil, "quería" que ganara Chile para dejar fuera de la clasificación a Argentina, fue inevitable debido a la victoria argentina sobre Ecuador, haciendo que los hinchas solamente se ilusionaran con golear a su rival, donde se les gritó "E-liminados", en forma de burla a la eliminación chilena, representando un hecho de soberbia de jugadores de la Roja.

## Conclusión
Tras el partido ante Brasil, Chile se quedó sin posibilidad de clasificar a Rusia 2018, haciendo de esta clasificatoria la peor de la "Generación Dorada", con apenas 26 puntos, menos que los 28 de Brasil 2014 y los 33 de Sudáfrica 2010. Incluso, esta fue la primera vez de que un equipo que se ubicaba entre los 5 mejores de la clasificación sudamericana en la fecha 17, quedaba fuera en la fecha 18. En esta ocasión, fue Chile la única selección en hacer este récord negativo. Minutos después del partido, el presidente de la ANFP, Arturo Salah, avisó que el contrato de Juan Antonio Pizzi termina, y este último se rechaza para dirigir a la Roja después de este fracaso. Pizzi fue puesto como el peor entrenador de la Roja en los últimos 12 años por rendimiento. Esto significó un impacto en el mundo, porque Chile era el Bicampeón de América, tras obtener las Copas América del 2015 y del 2016 (Centenario), y por el gran nivel de sus jugadores, que pasaron por clubes como: Arsenal, Bayer Leverkusen, Bayern de Múnich, Benfica, Boca Juniors, Celta de Vigo, Cruzeiro, CSKA Moscú, FC Barcelona, Flamengo, Grêmio, Hamburgo S.V., Independiente, Inter de Milán, Juventus, Liverpool, Manchester City, Manchester United, Milan, Mónaco, Olympique de Marsella, Palmeiras, Real Betis, Real Sociedad, Real Zaragoza, River Plate, Santos, São Paulo, Sevilla, Sporting de Lisboa, Valencia C. F., Villarreal, entre otros.

### Siguiente proceso
Juan Antonio Pizzi, tras 1 mes de ser despedido en su cargo de la selección chilena, firma para dirigir la Selección de fútbol de Arabia Saudita el 28 de noviembre. Días después se confirma un amistoso ante Suecia, que se realizaría en Solna, en el 24 de marzo.
El 8 de enero se confirma al nuevo entrenador de la selección chilena, Reinaldo Rueda, quien fue confirmado por el club de fútbol Clube de Regatas do Flamengo, tras la renuncia de Rueda en ese club. Después sería presentado el 19 de enero en Macul.
Chile en marzo jugó amistosos ante Dinamarca y Suecia de visitante. Contra el primero se jugaría en el 28 de marzo, empatando 0-0, con Suecia se jugó el 24 de marzo, ganando 2-1 con goles de Arturo Vidal y Marcos Bolados. En esta doble fecha FIFA, Chile empezaría a probar el recambio con miras a la Copa Mundial de Fútbol de 2022, mientras que días antes de la Copa Mundial de Fútbol de 2018, se jugaron 3 amistosos, ante Rumania (derrota 2-3), Serbia (victoria 1-0) y Polonia (empate 2-2) con un equipo de proyección, sin titulares indiscutidos, a excepción de Gary Medel ante Rumania. Lo novedoso de esta nómina fue la citación a Junior Fernandes, jugador muy criticado por los hinchas chilenos tras su error ante Perú en el 2013 donde hizo una fallida bicicleta y aquello provocó el gol peruano en los minutos finales. Aquel partido fue por la fecha 11 de las Clasificatorias para la Copa Mundial de Fútbol de 2014.
Luego del mundial, el 11 de septiembre jugó en Asia ante el local Corea del Sur empate 0-0. En la fecha doble del mes siguiente, enfrentó el 12 de octubre en Miami a Perú con una dolorosa derrota por 3-0, después se recuperó el 16 de octubre ganando en Querétaro al local México por 1-0. En noviembre recibió a dos centroamericanos, primero el 16 en Rancagua a Costa Rica, siendo derrotada por 3-2 y luego el 20 en Temuco a Honduras goleándola por 4-1.

En marzo se jugaron amistosos en Norteamérica, nuevamente ante México y Estados Unidos, con una convocatoria polémica, pues nuevamente el capitán de la selección chilena Claudio Bravo, los mediocampistas Marcelo Díaz y Jorge Valdivia no fueron convocados, estando a meses de la Copa América 2019 y con varios jugadores como Andrés Vilches y Iván Morales con escasos minutos en la Selección, destacando la falta de experiencia en el plantel de cara al torneo continental. Posteriormente Chile perdió ante México por 3-1 y empató ante Estados Unidos por 1-1. Los goles chilenos en aquellos amistosos fueron parte de Nicolás Castillo (ante México) y Óscar Opazo (ante Estados Unidos).

## Jugadores
Listado de jugadores que participaron en las eliminatorias para la Copa Mundial 2018.
| N.º      | Nombre                       | Posición      | Edad    | PJ | Goles | Club                      |
| -------- | ---------------------------- | ------------- | ------- | -- | ----- | ------------------------- |
| 1        | Claudio Bravo                | Portero       | 42 años | 15 | -24   | Manchester City           |
| 12       | Cristopher Toselli           | Portero       | 36 años | 2  | -2    | Everton                   |
| 12       | Paulo Garcés (Suplente)      | Portero       | 40 años |    |       | Deportes Antofagasta      |
| 12       | Brayan Cortés (Suplente)     | Portero       | 30 años |    |       | Colo-Colo                 |
| 23       | Johnny Herrera               | Portero       | 41 años | 2  | -1    | Universidad de Chile      |
| 23       | Miguel Pinto (Suplente)      | Portero       | 41 años |    |       | O'Higgins                 |
| 25       | Gabriel Castellón (Suplente) | Portero       | 34 años |    |       | Huachipato                |
| 3/15/19  | Miiko Albornoz (Suplente)    | Defensa       | 34 años |    |       | Hannover 96               |
| 15       | Jean Beausejour              | Defensa       | 40 años | 13 | 0     | Universidad de Chile      |
| 13       | Paulo Díaz                   | Defensa       | 30 años | 1  | 0     | San Lorenzo               |
| -        | Osvaldo González (Suplente)  | Defensa       | 40 años | 0  | 0     | Toluca                    |
| 4        | Mauricio Isla                | Defensa       | 36 años | 18 | 0     | Fenerbahce                |
| 18       | Gonzalo Jara                 | Defensa       | 39 años | 15 | 0     | Estudiantes de La Plata   |
| 5        | Igor Lichnovsky (Suplente)   | Defensa       | 31 años |    |       | Cruz Azul                 |
| 2        | Eugenio Mena                 | Defensa       | 36 años | 10 | 0     | Racing Club               |
| -        | Óscar Opazo (Suplente)       | Defensa       | 34 años |    |       | Colo-Colo                 |
| -        | Guillermo Maripán (Suplente) | Defensa       | 30 años |    |       | Deportivo Alavés          |
| 3        | Enzo Roco                    | Defensa       | 32 años | 4  | 0     | Besiktas                  |
| 16       | Christian Vilches            | Defensa       | 41 años | 1  | 0     | Unión La Calera           |
| 20       | Charles Aránguiz             | Mediocampista | 36 años | 9  | 0     | Bayer Leverkusen          |
| 2        | Carlos Carmona               | Mediocampista | 38 años | 1  | 0     | Colo-Colo                 |
| -        | Esteban Carvajal (Suplente)  | Mediocampista | 36 años |    |       | Deportes Iquique          |
| 21       | Marcelo Díaz                 | Mediocampista | 38 años | 10 | 0     | Racing Club               |
| 14       | Matías Fernández             | Mediocampista | 38 años | 5  | 0     | Junior de Barranquilla    |
| 6        | José Pedro Fuenzalida        | Mediocampista | 40 años | 6  | 0     | Universidad Católica      |
| 11       | Mark González                | Mediocampista | 40 años | 4  | 0     | Magallanes                |
| 6/14/16  | Felipe Gutiérrez             | Mediocampista | 34 años | 8  | 1     | Sporting Kansas City      |
| 10/14/19 | Pedro Pablo Hernández        | Mediocampista | 38 años | 8  | 0     | Independiente             |
| -        | Nicolás Maturana (Suplente)  | Mediocampista | 31 años |    |       | Universidad de Concepción |
| 17       | Gary Medel                   | Mediocampista | 37 años | 14 | 0     | Besiktas                  |
| -        | Fernando Meneses (Suplente)  | Mediocampista | 39 años |    |       | Deportes Melipilla        |
| 10       | Rodrigo Millar               | Mediocampista | 43 años | 1  | 0     | Monarcas Morelia          |
| 8        | Esteban Pavez (Suplente)     | Mediocampista | 34 años |    |       | Colo-Colo                 |
| -        | César Pinares (Suplente)     | Mediocampista | 32 años |    |       | Universidad Católica      |
| 5        | Erick Pulgar                 | Mediocampista | 31 años | 3  | 0     | Bologna                   |
| 10/20    | Bryan Rabello                | Mediocampista | 30 años | 2  | 0     | Santos Laguna             |
| 21       | Martín Rodríguez             | Mediocampista | 30 años | 1  | 0     | Pumas UNAM                |
| 5        | Francisco Silva              | Mediocampista | 39 años | 10 | 0     | Independiente             |
| 20       | Jaime Valdés (Suplente)      | Mediocampista | 44 años |    |       | Colo-Colo                 |
| 10       | Jorge Valdivia               | Mediocampista | 41 años | 10 | 0     | Colo-Colo                 |
| 19       | Leonardo Valencia            | Mediocampista | 33 años | 3  | 0     | Botafogo                  |
| -        | Jeisson Vargas (Suplente)    | Mediocampista | 27 años |    |       | Universidad Católica      |
| 8        | Arturo Vidal                 | Mediocampista | 37 años | 15 | 6     | Bayern de Múnich          |
| 9/19/22  | Nicolás Castillo             | Delantero     | 32 años | 5  | 0     | Pumas UNAM                |
| -        | Junior Fernandes (Suplente)  | Delantero     | 37 años |    |       | Alanyaspor                |
| 22       | Ángelo Henríquez (Suplente)  | Delantero     | 31 años |    |       | Universidad de Chile      |
| 19       | Fabián Orellana              | Delantero     | 39 años | 4  | 0     | S. D. Eibar               |
| 9/22     | Esteban Paredes              | Delantero     | 44 años | 5  | 2     | Colo-Colo                 |
| 9/22     | Mauricio Pinilla             | Delantero     | 41 años | 4  | 2     | Universidad de Chile      |
| 22       | Edson Puch                   | Delantero     | 38 años | 3  | 0     | Universidad Católica      |
| 7        | Alexis Sánchez               | Delantero     | 36 años | 17 | 7     | Manchester United         |
| 9/11     | Eduardo Vargas               | Delantero     | 35 años | 16 | 5     | Tigres                    |

NOTA: Los jugadores marcados como "suplentes" no llegaron a participar en ningún encuentro.
Última convocatoria para los partidos ante Brasil y Ecuador en los días 5 y 10 de octubre.
| N.º | Nombre                | Posición      | Edad    | PJ  | Goles | Club                 |
| --- | --------------------- | ------------- | ------- | --- | ----- | -------------------- |
| 1   | Claudio Bravo         | Portero       | 42 años | 119 | 0     | Manchester City      |
| 12  | Brayan Cortés         | Portero       | 30 años | 0   | 0     | Deportes Iquique     |
| 23  | Johnny Herrera        | Portero       | 43 años | 21  | 0     | Universidad de Chile |
| 2   | Eugenio Mena          | Defensa       | 36 años | 53  | 3     | Sport Recife         |
| 3   | Enzo Roco             | Defensa       | 32 años | 17  | 1     | Cruz Azul            |
| 4   | Mauricio Isla         | Defensa       | 36 años | 99  | 4     | Fenerbahçe           |
| 13  | Paulo Díaz            | Defensa       | 30 años | 9   | 0     | San Lorenzo          |
| 15  | Jean Beausejour       | Defensa       | 40 años | 98  | 6     | Universidad de Chile |
| 17  | Gary Medel 2.o        | Defensa       | 37 años | 109 | 7     | Beşiktaş             |
| 18  | Gonzalo Jara          | Defensa       | 39 años | 110 | 3     | Universidad de Chile |
| 19  | Guillermo Maripán     | Defensa       | 30 años | 3   | 0     | Deportivo Alavés     |
| -   | Óscar Opazo           | Defensa       | 34 años | 2   | 0     | Colo-Colo            |
| 5   | Erick Pulgar          | Mediocampista | 31 años | 7   | 0     | Bologna              |
| 8   | Esteban Pavez         | Mediocampista | 34 años | 3   | 0     | Atlético Paranaense  |
| 10  | Jorge Valdivia        | Mediocampista | 41 años | 79  | 7     | Colo-Colo            |
| 14  | Felipe Gutiérrez      | Mediocampista | 34 años | 35  | 4     | Internacional        |
| 16  | Pedro Pablo Hernández | Mediocampista | 38 años | 21  | 3     | Celta de Vigo        |
| 19  | Leonardo Valencia     | Mediocampista | 33 años | 9   | 1     | Botafogo             |
| 20  | Charles Aránguiz      | Mediocampista | 36 años | 65  | 7     | Bayer Leverkusen     |
| 21  | Martín Rodríguez      | Mediocampista | 30 años | 8   | 1     | Cruz Azul            |
| -   | César Pinares         | Mediocampista | 33 años | 4   | 1     | Al-Sharjah           |
| 5   | Francisco Silva       | Mediocampista | 39 años | 39  | 0     | Cruz Azul            |
| -   | Arturo Vidal 4.o      | Mediocampista | 37 años | 98  | 23    | Bayern Múnich        |
| 6   | José Pedro Fuenzalida | Delantero     | 40 años | 48  | 3     | Universidad Católica |
| 7   | Alexis Sánchez 3.o    | Delantero     | 36 años | 119 | 39    | Arsenal              |
| 9   | Edson Puch            | Delantero     | 39 años | 20  | 2     | Pachuca              |
| 11  | Eduardo Vargas        | Delantero     | 35 años | 81  | 35    | Tigres UANL          |
| 22  | Esteban Paredes       | Delantero     | 44 años | 40  | 12    | Colo-Colo            |
| -   | Mauricio Pinilla      | Delantero     | 41 años | 45  | 8     | Universidad de Chile |

## Proceso de clasificación
El calendario quedó establecido en el sorteo preliminar de la Copa Mundial de Fútbol 2018 que se realizó el 25 de julio de 2015 en el Palacio Konstantínovski, San Petersburgo, Rusia.

### Tabla final de posiciones
| Equipo    | Pts | PJ | PG | PE | PP | GF | GC | Dif. |
| --------- | --- | -- | -- | -- | -- | -- | -- | ---- |
| Brasil    | 41  | 18 | 12 | 5  | 1  | 41 | 11 | 30   |
| Uruguay   | 31  | 18 | 9  | 4  | 5  | 32 | 20 | 12   |
| Argentina | 28  | 18 | 7  | 7  | 4  | 19 | 16 | 3    |
| Colombia  | 27  | 18 | 7  | 6  | 5  | 21 | 19 | 2    |
| Perú      | 26  | 18 | 7  | 5  | 6  | 27 | 26 | 1    |
| Chile     | 26  | 18 | 8  | 2  | 8  | 26 | 27 | -1   |
| Paraguay  | 24  | 18 | 7  | 3  | 8  | 19 | 25 | -6   |
| Ecuador   | 20  | 18 | 6  | 2  | 10 | 26 | 29 | -3   |
| Bolivia   | 14  | 18 | 4  | 2  | 12 | 16 | 38 | -22  |
| Venezuela | 12  | 18 | 2  | 6  | 10 | 19 | 35 | -16  |

### Puntos obtenidos contra cada selección durante las eliminatorias
La siguiente es una tabla detallada de los 26 puntos obtenidos contra cada una de las 9 selecciones que enfrentó la selección chilena durante las eliminatorias. 
| VS        | Bandera de Argentina | Bandera de Bolivia | Bandera de Brasil | Bandera de Colombia | Bandera de Ecuador | Bandera de Paraguay | Bandera de Perú | Bandera de Uruguay | Bandera de Venezuela | Total |
| --------- | -------------------- | ------------------ | ----------------- | ------------------- | ------------------ | ------------------- | --------------- | ------------------ | -------------------- | ----- |
| Local     | 0                    | 3                  | 3                 | 1                   | 3                  | 0                   | 3               | 3                  | 3                    | 19    |
| Visitante | 0                    | 0                  | 0                 | 1                   | 0                  | 0                   | 3               | 0                  | 3                    | 7     |
| Total     | 0                    | 3                  | 3                 | 2                   | 3                  | 0                   | 6               | 3                  | 6                    | 26    |

### Evolución de posiciones
| País / Fecha | 1    | 2    | 3    | 4    | 5    | 6    | 7    | 8    | 9    | 10   | 11   | 12   | 13   | 14   | 15   | 16   | 17   | 18   |
| ------------ | ---- | ---- | ---- | ---- | ---- | ---- | ---- | ---- | ---- | ---- | ---- | ---- | ---- | ---- | ---- | ---- | ---- | ---- |
| Chile        | 04.° | 03.° | 02.° | 05.° | 06.° | 04.° | 07.° | 04.° | 06.° | 05.° | 05.° | 04.° | 06.° | 04.° | 04.° | 06.° | 03.° | 06.° |

## Partidos

### Primera vuelta
| 8 de octubre de 2015, 20:30 (UTC-3) | Chile                    | 2:0 (0:0)                     | Brasil | Estadio Nacional, Santiago                                 |                                                            |
|                                     | Vargas 71' · Sánchez 89' | FIFA Reporte Conmebol Reporte |        | Asistencia: 42 255 espectadores Árbitro(s): Roddy Zambrano | Asistencia: 42 255 espectadores Árbitro(s): Roddy Zambrano |

| 13 de octubre de 2015, 21:15 (UTC-5) | Perú                                   | 3:4 (2:3)                     | Chile                             | Estadio Nacional, Lima                                    |                                                           |
|                                      | Farfán 9', 35' (pen.) · Guerrero 90+1' | FIFA Reporte Conmebol Reporte | Sánchez 6', 43' · Vargas 40', 48' | Asistencia: 41 250 espectadores Árbitro(s): Néstor Pitana | Asistencia: 41 250 espectadores Árbitro(s): Néstor Pitana |

| 12 de noviembre de 2015, 20:30 (UTC-3) | Chile     | 1:1 (1:0)                     | Colombia      | Estadio Nacional, Santiago                                  |                                                             |
|                                        | Vidal 45' | FIFA Reporte Conmebol Reporte | Rodríguez 67' | Asistencia: 45 314 espectadores Árbitro(s): Enrique Cáceres | Asistencia: 45 314 espectadores Árbitro(s): Enrique Cáceres |

| 17 de noviembre de 2015, 20:00 (UTC-3) | Uruguay                                  | 3:0 (1:0)                     | Chile | Estadio Centenario, Montevideo                            |                                                           |
|                                        | Godín 22' · Á. Pereira 61' · Cáceres 64' | FIFA Reporte Conmebol Reporte |       | Asistencia: 65 000 espectadores Árbitro(s): Wilmar Roldán | Asistencia: 65 000 espectadores Árbitro(s): Wilmar Roldán |

| 24 de marzo de 2016, 20:30 (UTC-3) | Chile         | 1:2 (1:2)                     | Argentina                  | Estadio Nacional, Santiago                              |                                                         |
|                                    | Gutiérrez 10' | FIFA Reporte Conmebol Reporte | Di María 19' · Mercado 24' | Asistencia: 44 536 espectadores Árbitro(s): Héber Lopes | Asistencia: 44 536 espectadores Árbitro(s): Héber Lopes |

| 29 de marzo de 2016, 19:00 (UTC-4:30) | Venezuela | 1:4 (1:1)                     | Chile                               | Estadio Agustín Tovar, Barinas                         |                                                        |
|                                       | Otero 9'  | FIFA Reporte Conmebol Reporte | Pinilla 33', 52' · Vidal 72', 90+2' | Asistencia: 24 101 espectadores Árbitro(s): Diego Haro | Asistencia: 24 101 espectadores Árbitro(s): Diego Haro |

| 1 de septiembre de 2016, 20:00 (UTC-4) | Paraguay                | 2:1 (2:1)                     | Chile     | Estadio Defensores del Chaco, Asunción                    |                                                           |
|                                        | Romero 6' · da Silva 9' | FIFA Reporte Conmebol Reporte | Vidal 36' | Asistencia: 40 500 espectadores Árbitro(s): Néstor Pitana | Asistencia: 40 500 espectadores Árbitro(s): Néstor Pitana |

| 6 de septiembre de 2016, 20:30 (UTC-3) | Chile | 3:0 (0:0)                     | Bolivia | Estadio Monumental, Santiago                                |                                                             |
| |       | FIFA Reporte Conmebol Reporte |         | Asistencia: 40 000 espectadores Árbitro(s): Ricardo Marques | Asistencia: 40 000 espectadores Árbitro(s): Ricardo Marques |
| Bolivia fue sancionada porque alineó al jugador Nelson Cabrera que incumplía los requisitos de convocatoria con la selección. La FIFA resolvió otorgarle la victoria a Chile con un marcador de 3-0. |       |                               |         |                                                             |                                                             |

| 6 de octubre de 2016, 16:00 (UTC-5) | Ecuador                                     | 3:0 (2:0)                     | Chile | Estadio Olímpico Atahualpa, Quito                          |                                                            |
|                                     | A. Valencia 19' · Ramírez 23' · Caicedo 46' | FIFA Reporte Conmebol Reporte |       | Asistencia: 26 214 espectadores Árbitro(s): Mauro Vigliano | Asistencia: 26 214 espectadores Árbitro(s): Mauro Vigliano |

### Segunda vuelta
| 11 de octubre de 2016, 20:30 (UTC-3) | Chile         | 2:1 (1:0)                     | Perú       | Estadio Nacional, Santiago                                 |                                                            |
|                                      | Vidal 9', 84' | FIFA Reporte Conmebol Reporte | Flores 76' | Asistencia: 38 045 espectadores Árbitro(s): Roddy Zambrano | Asistencia: 38 045 espectadores Árbitro(s): Roddy Zambrano |

| 10 de noviembre de 2016, 15:30 (UTC-5) | Colombia | 0:0                           | Chile | Estadio Metropolitano, Barranquilla                        |                                                            |
|                                        |          | FIFA Reporte Conmebol Reporte |       | Asistencia: 47 000 espectadores Árbitro(s): Wilton Sampaio | Asistencia: 47 000 espectadores Árbitro(s): Wilton Sampaio |

| 15 de noviembre de 2016, 20:30 (UTC-3) | Chile                           | 3:1 (1:1)                     | Uruguay    | Estadio Nacional, Santiago                                  |                                                             |
|                                        | Vargas 45+1' · Sánchez 60', 76' | FIFA Reporte Conmebol Reporte | Cavani 17' | Asistencia: 46 000 espectadores Árbitro(s): Enrique Cáceres | Asistencia: 46 000 espectadores Árbitro(s): Enrique Cáceres |

| 23 de marzo de 2017, 20:30 (UTC-3) | Argentina        | 1:0 (1:0)                     | Chile | Estadio Monumental, Buenos Aires                         |                                                          |
|                                    | Messi 16' (pen.) | FIFA Reporte Conmebol Reporte |       | Asistencia: 68 000 espectadores Árbitro(s): Sandro Ricci | Asistencia: 68 000 espectadores Árbitro(s): Sandro Ricci |

| 28 de marzo de 2017, 19:00 (UTC-3) | Chile                        | 3:1 (3:0)                     | Venezuela  | Estadio Monumental, Santiago                             |                                                          |
|                                    | Sánchez 5' · Paredes 7', 22' | FIFA Reporte Conmebol Reporte | Rondón 63' | Asistencia: 35 200 espectadores Árbitro(s): Andrés Cunha | Asistencia: 35 200 espectadores Árbitro(s): Andrés Cunha |

| 31 de agosto de 2017, 19:30 (UTC-3) | Chile | 0:3 (0:1)                     | Paraguay                                     | Estadio Monumental, Santiago                              |                                                           |
|                                     |       | FIFA Reporte Conmebol Reporte | Vidal 25' (a.g.) · Cáceres 55' · Ortiz 90+3' | Asistencia: 38 547 espectadores Árbitro(s): Néstor Pitana | Asistencia: 38 547 espectadores Árbitro(s): Néstor Pitana |

| 5 de septiembre de 2017, 16:15 (UTC-4) | Bolivia         | 1:0 (0:0)                     | Chile | Estadio Hernando Siles, La Paz                            |                                                           |
|                                        | Arce 58' (pen.) | FIFA Reporte Conmebol Reporte |       | Asistencia: 31 555 espectadores Árbitro(s): Wilmar Roldán | Asistencia: 31 555 espectadores Árbitro(s): Wilmar Roldán |

| 5 de octubre de 2017, 20:30 (UTC-3) | Chile                    | 2:1 (1:0)                     | Ecuador    | Estadio Monumental, Santiago                             |                                                          |
|                                     | Vargas 22' · Sánchez 85' | FIFA Reporte Conmebol Reporte | Ibarra 84' | Asistencia: 45 787 espectadores Árbitro(s): Sandro Ricci | Asistencia: 45 787 espectadores Árbitro(s): Sandro Ricci |

| 10 de octubre de 2017, 20:25 (UTC-3) | Brasil                                  | 3:0 (0:0)                     | Chile | Allianz Parque, São Paulo                                  |                                                            |
|                                      | Paulinho 55' · Gabriel Jesus 57', 90+3' | FIFA Reporte Conmebol Reporte |       | Asistencia: 45 217 espectadores Árbitro(s): Roddy Zambrano | Asistencia: 45 217 espectadores Árbitro(s): Roddy Zambrano |

### Goleadores
El goleador de la Selección Chilena durante las clasificatorias fue Alexis Sánchez con 7 anotaciones.
| Jugador          | Club                     | Goles |
| ---------------- | ------------------------ | ----- |
| Alexis Sánchez   | Arsenal Football Club    | 7     |
| Arturo Vidal     | Bayern Munich            | 6     |
| Eduardo Vargas   | Tigres UANL              | 5     |
| Esteban Paredes  | Colo Colo                | 2     |
| Mauricio Pinilla | Atalanta BC              | 2     |
| Felipe Gutiérrez | Sport Club Internacional | 1     |

### Asistencias
| Jugador          | Club                      | Asistencias |
| ---------------- | ------------------------- | ----------- |
| Alexis Sánchez   | Arsenal Football Club     | 4           |
| Jean Beausejour  | Club Universidad de Chile | 3           |
| Mauricio Isla    | Fenerbahce                | 3           |
| Matías Fernández | AC Milan                  | 2           |
| Fabián Orellana  | Valencia CF               | 2           |
| Jorge Valdivia   | Colo Colo                 | 2           |
| Arturo Vidal     | Bayern Munich             | 2           |
| Marcelo Díaz     | Pumas UNAM                | 2           |
| Charles Aránguiz | Bayer Leverkusen          | 1           |